# Macaduma rufoumbrata
Macaduma rufoumbrata là một loài bướm đêm thuộc phân họ Arctiinae, họ Erebidae.